# Omar Abdullah
Omar Abdullah, né le 10 mars 1970 à Rochford, au Royaume-Uni, est un homme politique indien. Président de la Conférence nationale du Jammu-et-Cachemire, il est ministre en chef du gouvernement de l'État du Jammu-et-Cachemire de 2009 à 2015 et du territoire du Jammu-et-Cachemire depuis 2024.

## Biographie
Omar Abdullah est né à Rochford, dans l'Essex, de Farooq Abdullah, médecin et homme politique cachemiri, lui-même fils de Cheikh Abdullah, et d'une mère anglaise, Mollie. Il suit ses études à l'université de Bombay, puis à celle de Strathclyde en Écosse.
Il est élu en 1998 député pour la circonscription de Srinagar à la Lok Sabha dont il est alors le benjamin. Il est réélu en 1999 puis de nouveau en 2004.
Le 13 octobre 1999, il est nommé « ministre d'État » (ministre délégué) auprès du ministre du Commerce et de l'Industrie dans le gouvernement d'Atal Bihari Vajpayee. Le 22 juillet 2001, il devient ministre délégué aux Affaires étrangères dans le même cabinet. En juin 2002, il est élu président de la Conférence nationale du Jammu-et-Cachemire, en remplacement de son père, et quitte le gouvernement fédéral le 23 décembre 2002 pour se consacrer à l'activité au sein de son parti.
À la suite des élections de novembre-décembre 2008 à l'Assemblée législative du Jammu-et-Cachemire, Omar Abdullah devient ministre en chef de l'État le 5 janvier 2009 et dirige un gouvernement de coalition entre son parti, la Conférence nationale, et le Congrès. Il dirige le gouvernement cachemiri jusqu'à sa défaite aux élections de novembre-décembre 2014.
En août 2019, le gouvernement décide d'abroger l'article 370 de la Constitution indienne, qui accordait à l'État de Jammu-et-Cachemire des pouvoirs semi-autonomes. Dans la nuit du 4 au 5 août, Omar Abdullah est placé en détention préventive par le gouvernement indien en vertu de l'article 107 du Code de procédure criminelle. Il est libéré de prison le 24 mars 2020.
Le 11 décembre 2023, la Cour suprême entérine l'abrogation des articles 370 et 35A de la Constitution tout en ordonnant au gouvernement de rétablir les institutions du Jammu-et-Cachemire. Les élections législatives se tiennent les 18 septembre et 1er octobre 2024. Elles sont remportées par l'alliance formée par la Conférence nationale et le Congrès. Le 16 octobre, Omar Abdullah est investi ministre en chef du Jammu-et-Cachemire.